# Joseph Esposito
Joseph « Diamond Joe » Esposito, né le 6 octobre 1871 à Acerra (Italie) et mort le 21 mars 1928 à Chicago (États-Unis), est un politicien membre du conseil municipal de Chicago pendant la prohibition, impliqué dans la vente illégale d'alcool, l'extorsion et la prostitution. Il est parent avec Nicholas Esposito, membre de la famille Gambino.

## Biographie

### Parcours criminel
Il est né Giuseppe Esposito à Acerra. Il rejoignit une des bandes qui terrorisait le quartier italien de Little Italy à Chicago au début du XXe siècle. Bien que le Volstead Act (renforçant la prohibition) soit en place, son organisation se mit rapidement au commerce d'illégal d'alcool, associé à Joseph Kennedy. Son organisation, le 42 Gang, comptait parmi ses membres Sam Giancana dit "Momo" et Paul Ricca dit "The Waiter" (le serveur). Le succès d'Esposito avec les frères Genna a pu être un des facteurs du meurtre de son rival Big Jim Colosimo en 1920, racketteur depuis longtemps mais qui hésitait à se lancer dans la vente illégale d'alcool.

### Conseiller municipal
Au début des années 1920, Esposito fut élu conseiller municipal dans le 19e district de la ville de Chicago comme républicain. Il fournit une protection politique aux organisations de bootlegger dans le quartier de Little Italy, ceci incluant l'organisation de Johnny Torrio au sud et les frères Genna. En mai 1921, Esposito rejoignit les représentants de la ville et les figures du crime organisé pour les funérailles de son poulain politique, Antonio d'Andrea, tué par balle après avoir quitté son restaurant. Quelques années plus tard, Esposito assista aux funérailles d'un autre de ses alliés, Angelo "Bloody" Genna, tué le 25 mai 1925. Le cousin d'Esposito, Frank DeLaurentis fut également tué pendant la guerre entre les bootleggers lorsqu'il fut attrapé avec John Tuccello par des membres de l'organisation de Joe Saltis et Frank McErlane, alors qu'ils tentaient d'approvisionner en liqueurs un établissement de la 51e rue de la part du Sheldon Gang, le 15 avril 1926.

### Assassinat
Dans les années qui suivirent, Esposito devint un rival politique du boss de la mafia de Chicago, Al Capone. Le 21 mars 1928, Esposito fut tué par balle sous les yeux de sa femme et de sa fille à Chicago pendant la primaire de l'élection républicaine, dite Pineapple Primary. Le contrat fut organisé par un des anciens membres de son gang, Ricca.